# Norma Croker
Norma Wilson Croker-Fleming, avstralska atletinja, * 11. september 1934, Brisbane, Avstralija.
Nastopila je na poletnih olimpijskih igrah v letih 1956 in 1960, leta 1956 je osvojila naslov olimpijske prvakinje v štafeti 4x100 m s svetovnim rekordom 44,5 s in osvojila četrto mesto v teku na 200 m, leta 1960 je zasedla petnajsto mesto v skoku v daljino.